# Berkeliu
Berkeliul este un element  radioactiv transuranian din seria actinidelor cu simbolul Bk și numărul atomic 97, făcând totodată parte și din seria actinidelor. A fost numit după orașul  Berkeley, din California, locul unde se află University of California Radiation Laboratory și unde acesta a fost descoperit în luna decembrie a anului 1949. Berkeliul a fost al cincilea element transuranian descoperit, după neptuniu, plutoniu, curiu și americiu.
Cel mai răspândit izotop al berkeliului, berkeliu-249, este sintetizat în cantități infime în reactorii nucleari, cum sunt cei de la Oak Ridge National Laboratory din Tennessee, SUA sau Research Institute of Atomic Reactors din Dimitrovgrad, Rusia. Producția celui de-al doilea izotop important, berkeliu-247, implică iradierea izotopului sintetic curiu-244 cu particule nucleare alfa. De asemenea, apare în mici cantități în combustibilul nuclear epuizat, fiind produs prin activarea combustibilului nuclear în reactori nucleari comerciali (element actinid minor).
Numai un gram din acest element rar a fost produs în Statele Unite din 1967. În plus, nu există aplicații practice ale berkeliului în afara celor ce fac referire la cercetarea științifică, astfel menționăm utilizarea la sinteza elementelor transuraniene mai grele și a transactinidelor. A mai fost produs un lot de  22  miligrame de berkeliu-249; acesta a fost preparat în timpul unei perioade de iradiere la Oak Ridge în 2009, ce a durat 250 zile. Iradierea a fost urmată de o purificare ce a durat mai mult de 90 de zile. Această cantitate infimă a fost folosită pentru sintetizarea unui nou element, denumit generic ununseptiu , după ce a fost bombardată cu ioni de calciu-48 timp de 150 de zile.
Berkeliul este un metal moale, de culoare alb-argintiu și radioactiv. Izotopul berkeliu-249 este mai puțin radioactiv, putând fi astfel relativ sigur de manipulat. În ciuda acestor fapte, izotopul are un timp de înjumătățire de 330 zile, iar produsul său final este izotopul californiu-249, ce se caracterizează printr-o emisie foarte puternică de particule alfa. Această transmutație treptată este foarte importantă pentru studierea proprietăților berkeliului și a compușilor săi, contribuind atât la contaminarea chimică, cât și la cel de autoiradiere sub flux de radiații alfa.

## Istoric

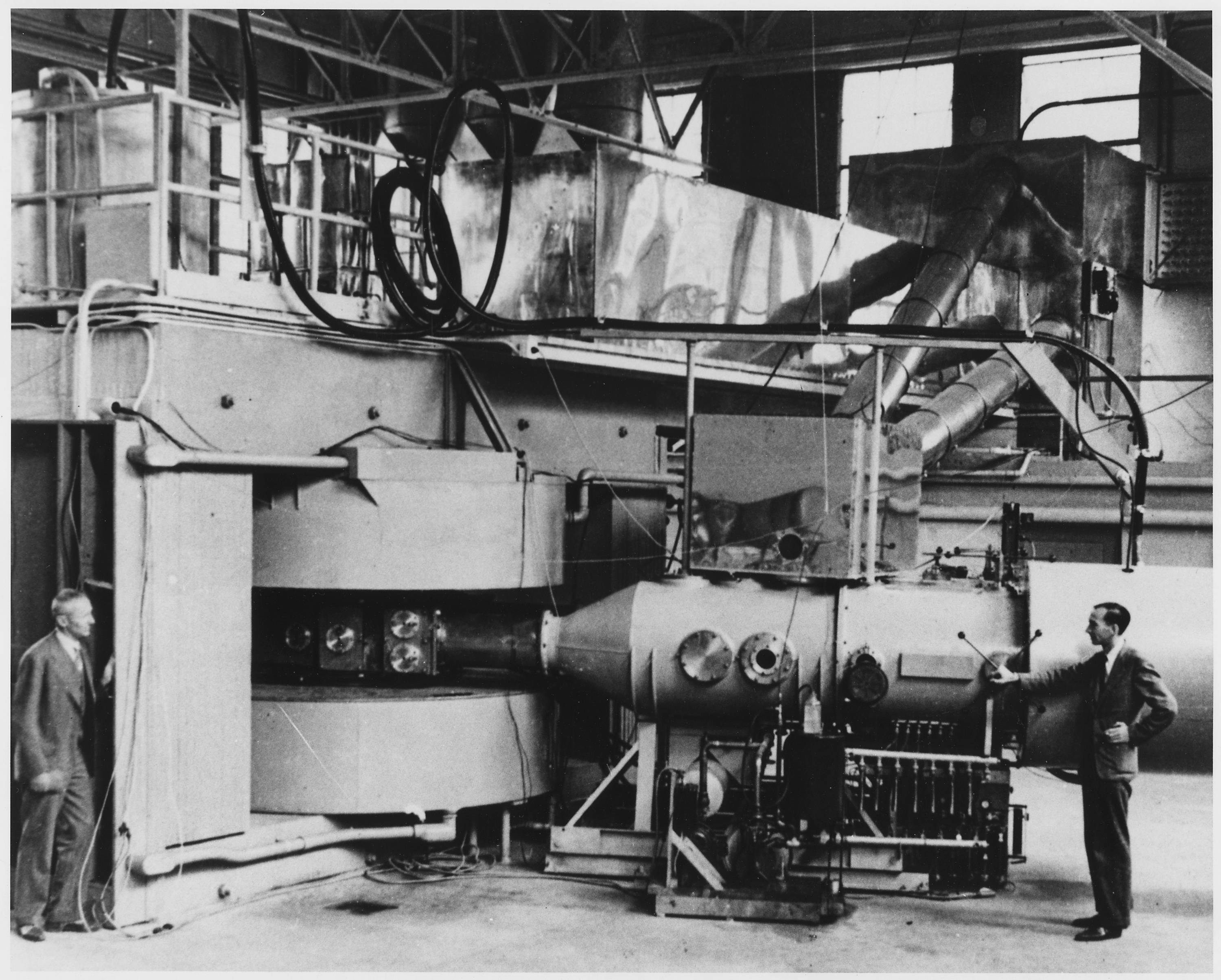
Ciclotronul de 60 inch la the Lawrence Radiation Laboratory, University of California, Berkeley, în august 1939

Deși mici cantități de berkeliu pot fi produse în urma experimentelor nucleare, acest element chimic a fost produs pentru prima dată prin sintetizare, iar apoi izolat și identificat în luna decembrie a anului 1949 de trioul de savanți Glenn T. Seaborg, Albert Ghiorso și Stanley Gerald Thompson. Aceștia au folosit un ciclotron de 60 de inch la University of California din Berkeley.  Similar cu descoperirea aproape simultană a americiului (elementul 95) și a curiului (elementul 96) din 1944, noile elemente berkeliu și californiu (elementul 98) au fost produse între anii 1949 și 1950.

### Nomenclatură
Numele ales pentru berkeliu a urmat tradiția anterioară a grupului Californian  de a găsi o analogie între noul actinid descoperit și lantanidul poziționat deasupra în Tabelul periodic al elementelor. 
În prealabil, americiul a fost denumit după numele unui continent ca și analogul său, europiul, iar curiul a fost denumit astfel în onoarea savanților Marie și  Pierre Curie, ca și gadoliniul, denumit în onoarea celui care a cercetat câteva pământuri rare, anume Johan Gadolin.
Astfel, grupul care a descoperit Berkeliu a declarat: ''Este sugerat ca elementul 97 să primească numele de berkeliu (și simbolul Bk) după orașul Berkeley într-o manieră similară cu cea utilizată la denumirea elementului terbiu , a cărui nume a derivat de la orașul Ytterby, din Suedia, unde au fost găsite minereuri de ale acestuia.''." Această tradiție s-a sfârșit cu berkeliul, astfel, denumirea următorului element, californiu, nu a avut nicio legătură cu analogul (disprosiul).

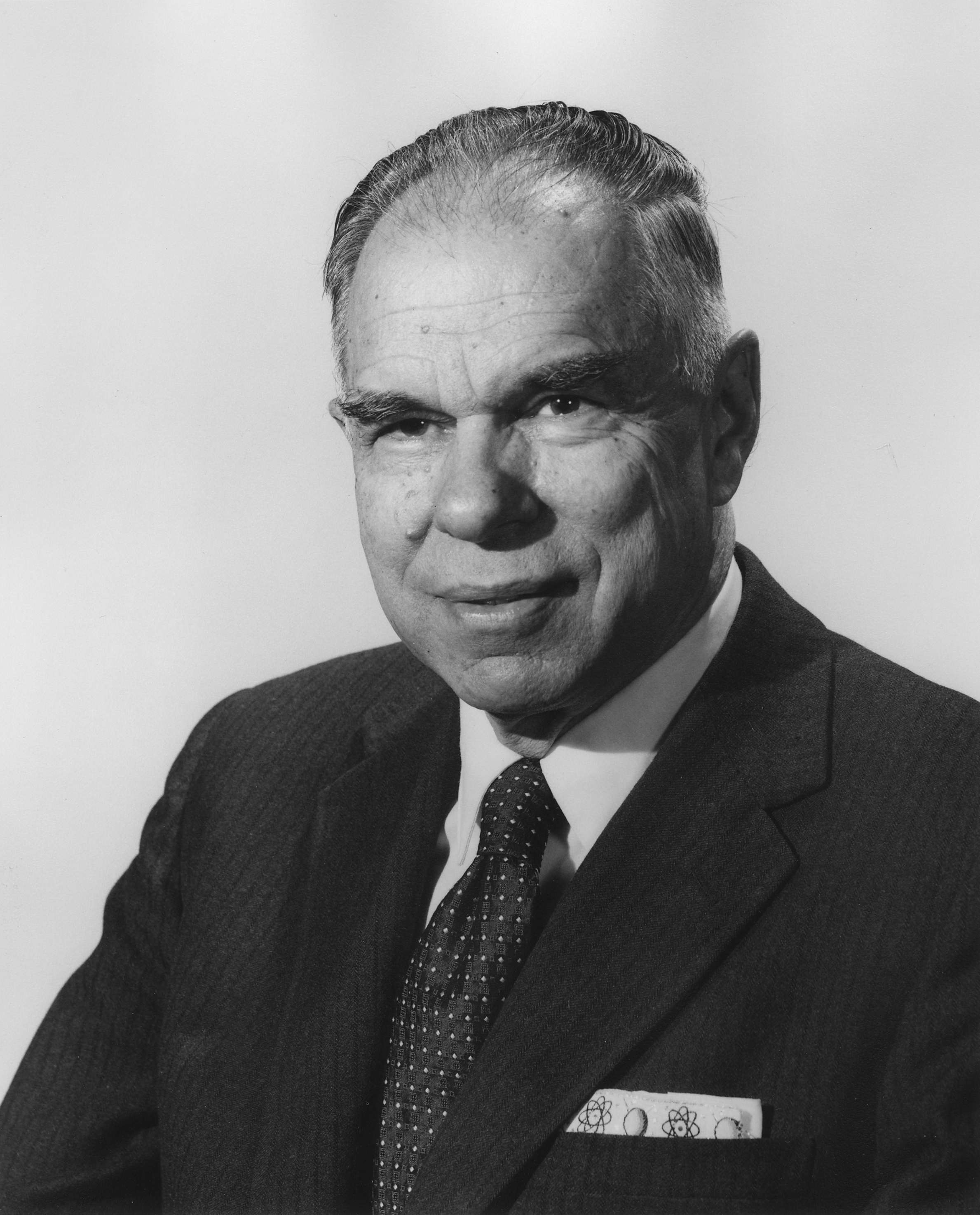
Glenn T. Seaborg

## Structură atomică

Configurația electronică a atomului de berkeliu

## Izotopi
Aproximativ douăzeci de izotopi și șase izomeri nucleari (forme excitate ale izotopilor) ai berkeliului au fost caracterizați, numerele atomice ai acestora aflându-se între 235 și 254. Toți dintre aceștia sunt radioactivi. Cea mai lungă perioadă de înjumătățire este observată la 247Bk (1,380 ani), 248Bk (9 ani) și la 249Bk (330 zile); timpul de înjumătățire a celorlalți izotopi poate varia între câteva microsecunde și câteva zile. Izotopul ce este cel mai simplu de sintetizat este berkeliu-249. Acesta emite cele mai ușoare particule beta, acestea constituind un obstacol în detectarea sa. Radiațiile sale alfa sunt destul de slabe  – 1.45×10-3% în ceea ce privește radiațiile beta-, dar ajută, câteodată, la detectarea izotopului. Al doilea izotop al berkeliului, din punctul de vedere al importanței, este berkeliu-247, și se descompune cu particule alfa ca majoritatea izotopilor actinidelor. Berkeliul mai are și 2 izotopi metastabili, cea mai stabilă fiind 248mBk cu timpul de înjumătățire de 23,7 ore.

### Prepararea izotopilor
Berkeliul este produs prin bombardarea actinidelor mai ușoare (ca 238U sau 239Pu) cu neutroni într-un reactor nuclear. În cazul folosirii uraniului pe post de combustil, plutoniul este produs, în primă fază, prin captura neutronilor (așa-zisa reacție (n,γ) sau fuziunea neutronilor), iar apoi prin dezintegrarea beta:
{\displaystyle \mathrm {^{238}_{\ 92}U\ {\xrightarrow {(n,\gamma )}}\ _{\ 92}^{239}U\ {\xrightarrow[{23.5\ min.}]{\beta ^{-}}}\ _{\ 93}^{239}Np\ {\xrightarrow[{2.3565\ zile}]{\beta ^{-}}}\ _{\ 94}^{239}Pu} } (perioadele scrise de sub săgeți sunt timpurile de înjumătățire)
Plutoniul-239 este mai bine iradiat de către o sursă ce are un flux de neutroni mare, chiar de câteva ori mai mare decât într-un reactor nuclear convențional, ca de exemplu High Flux Isotope Reactor cu 85 de megawatt (HFIR)  de la Oak Ridge National Laboratory din Tennessee, Statele Unite ale Americii. Fluxul mare promovează reacțiile de fuziune care implică nu doar unul ci mai mulți neutroni, convetind 239Pu în 244Cm, iar apoi în 249Cm:
{\displaystyle \mathrm {^{239}_{\ 94}Pu\ {\xrightarrow {4(n,\gamma )}}\ _{\ 94}^{243}Pu\ {\xrightarrow[{4.956\ h}]{\beta ^{-}}}\ _{\ 95}^{243}Am\ {\xrightarrow {(n,\gamma )}}\ _{\ 95}^{244}Am\ {\xrightarrow[{10.1\ h}]{\beta ^{-}}}\ _{\ 96}^{244}Cm} \quad ;\quad \mathrm {^{244}_{\ 96}Cm\ {\xrightarrow {5(n,\gamma )}}\ _{\ 96}^{249}Cm} }
Curiul-249 are un timp de înjumătățire foarte mic, de doar 64 de minute, astfel conversia lui spre 250Cm este puțin probabilă. În schimb, el se transformă prin emisii beta în 249Bk:
{\displaystyle \mathrm {^{249}_{\ 96}Cm\ {\xrightarrow[{64.15\ min.}]{\beta ^{-}}}\ _{\ 97}^{249}Bk\ {\xrightarrow[{330\ zile}]{\beta ^{-}}}\ _{\ 98}^{249}Cf} }
Astfel produs, 249Bk are un timp de înjumătățire realtiv lung, de 330 zile și astfel, poate captura alt neutron. Totuși, produsul, 250Bk are un timp de înjumătățire de 3,212 ore și de aceea poate fi folosit la producerea actinidelor mai grele. În schimb, acesta se dezintegrează până la izotopul californului 250Cf:
{\displaystyle \mathrm {^{249}_{\ 97}Bk\ {\xrightarrow {(n,\gamma )}}\ _{\ 97}^{250}Bk\ {\xrightarrow[{3.212\ h}]{\beta ^{-}}}\ _{\ 98}^{250}Cf} }
Reacțiile de mai sus ilustrează faptul că, în ciuda fatelor că 247Bk este un izotop mult mai stabil al berkeliului, producerea sa în reactori nucleari este foarte ineficientă. Aceste fapt face 249Bk cel mai accesibil izotop al berkeliului, care încă mai este disponibil în mici cantități (doar 0.66 grame a fost produse în Statele Unite în toată perioada dintre anii 1967 și 1983 )  la un preț ce s-a ridicat la 185 USD per microgram. Izotopul 248Bk a fost obținut în 1956 prin bombardarea unui amestec de izotopi de curiu cu 25 de particule MeV α. Deși detectarea directă a fost împiedicat de interferențe de semnal puternic de la 245Bk, existența unui nou izotop a fost dovedită prin creșterea produsului dezintegrat, 248Cf, care a fost caracterizat în prealabil. Timpul de înjumătățire al 248Cf a fost estimat la 23 ± 5 ore, iar de atunci, nu se mai cunoaște nicio valoare mai sigură. Berkeliul-247 a fost produs în timpul aceluiași an prin iradierea 244Cm cu particule alfa:
{\displaystyle \mathrm {^{244}_{\ 96}Cm\ {\xrightarrow[{}]{(\alpha ,n)}}\ _{\ 98}^{247}Cf\ {\xrightarrow[{3,11\ h}]{\epsilon }}\ _{\ 97}^{247}Bk} }
{\displaystyle \mathrm {^{244}_{\ 96}Cm\ {\xrightarrow[{}]{(\alpha ,p)}}\ _{\ 97}^{247}Bk} }
Berkeliul-242 a fost sintetizat în 1979 prin bombardarea 235U cu 11B, 238U cu 10B, 232Th cu 14N sau 232Th with 15N. În urma capturării electronilor, acesta a convertit în to 242Cm, ce are un timp de înjumătățire de of 7,0 ± 1,3 minute. O căutare pentru un izotop ca 241Bk, a fost fără succes la aceea vreme.
{\displaystyle \mathrm {^{235}_{\ 92}U\ +\ _{\ 5}^{11}B\ \longrightarrow \ _{\ 97}^{242}Bk\ +\ 4\ _{0}^{1}n\quad ;\quad _{\ 90}^{232}Th\ +\ _{\ 7}^{14}N\ \longrightarrow \ _{\ 97}^{242}Bk\ +\ 4\ _{0}^{1}n} }
{\displaystyle \mathrm {^{238}_{\ 92}U\ +\ _{\ 5}^{10}B\ \longrightarrow \ _{\ 97}^{242}Bk\ +\ 6\ _{0}^{1}n\quad ;\quad _{\ 90}^{232}Th\ +\ _{\ 7}^{15}N\ \longrightarrow \ _{\ 97}^{242}Bk\ +\ 5\ _{0}^{1}n} }

## Proprietăți

### Proprietăți fizice

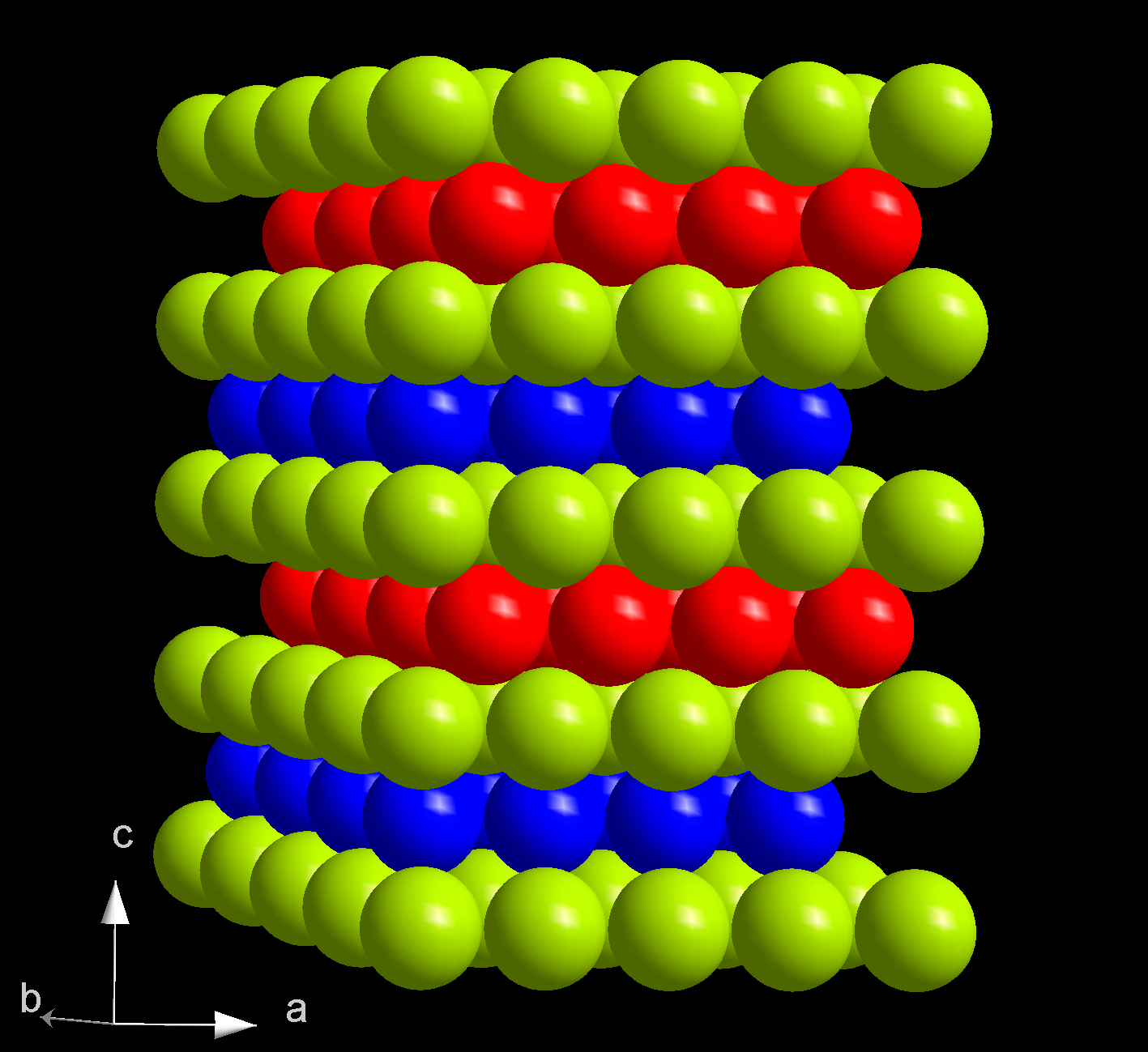
)

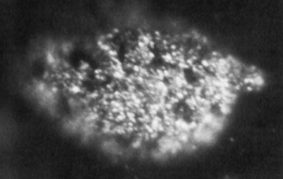
Berkeliu

Berkeliul este un metal actinid, sintetic și radioactiv, de culoare albă-argintie. În Tabelul periodic al elementelor, acesta este localizat la dreapta de elementul curiu, la stânga de californiu și sub terbiu, elementul cu care berkeliul împărtășește multe similarități în proprietățile chimice și fizice. Densitatea sa, de 14.78 g/cm3, este mai mare decât ce a curiului (13.52 g/cm3) și mai mică decât cea a californiului (15.1 g/cm3), în timp ce punctul de topire, în valoare de 986 °C, este mai mic decât ce al curiului (1340 °C), dar mai mare decât cel al californiului (900 °C). Berkeliul este relativ moale și are cea mai mică compresie uniformă (în valoare de 20 Gigapascali) dintre toate actinidele.
Ionii de Berkeliu (III) formează vârfuri fluorescente la 652 nanometri (lumină roșie) și la 742 nanometri (lumină aproape infraroșie), datorită tranziției interne de pe stratul electronic f. Intensitatea relativă a acestor vârfuri depinde de puterea de excitație și de temperatura la care este supusă proba de berkeliu. Emisia poate fi observată, de exemplu, după dispersia ionilor de berkeliu într-un pahar de silicat, prin topirea paharului în prezența unui oxid sau halogen de berkeliu.
Între temperatura de 70 K și cea a camerei, berkeliul devine un material paramagnetic (datorită legii Curie-Weiss) cu un moment magnetic efectiv de 9.69  magnetoni Procopiu-Bohri (µB) și un punct Curie de 101 K. La o temperatură mai scăzută de 34 K, berkeliul suferă o tranziție spre o stare de antiferomagnetism.  Entalpia de dizolvare în acidul clorhidric la condiții normale de temperatură și presiune este −600 kJ/mol−1, de unde entalpia de dizolvare standard (ΔfH°) a unei soluții cu ioni Bk3+ este −601 kJ/mol−1. Potențialul standard 3+/Bk0 este −2.01 V. Potențialul de ionizare al unui atom neutru de berkeliu este de 6.23 eV. 

### Proprietăți chimice
Ca toate actinidele, berkeliul se dizolvă în diferiți acizi anorganici, în urma reacției rezultând hidrogen gazos. Starea de oxidare trivalentă este cea mai stabilă, în special în soluțiile apoase, deși sunt cunoscuți și compuși ai berkeliului cu valența patru sau doi. Existența sărurilor de berkeliu cu valența doi este nesigură, dar câțiva dintre aceștia pot apărea în amestecuri în topitură de clorură de lantan sau clorură de stronțiu.  Un comportament similar este observat și la lantanidul analog berkeliului, anume terbiul. Soluțiile apoase a ionilor de Bk3+ au culoarea verde combinate cu acizii, iar culoarea ionilor Bk4+ este galbenă în acid clorhidric și portocalie în acid sulfuric.  Berkeliul nu reacționează rapid cu oxigenul la temperatura camerei, acest lucru datorându-se, probabil, stratului de oxid subțire ce apare la suprafața metalului. Totuși, acesta reacționează cu hidrogenul, halogenii, calcogenii și pnictogenii, formând compuși binari. 

## Compușii elementului
Cu ajutorul difracției cu raze X au fost identificați diverși compuși ai berkeliului, precum bioxidul de berkeliu, fluorura de berkeliu (BkF3), oxiclorura de berkeliu (BkOCl) și trioxidul de berkeliu (BkO3). În anul 1962 a fost izolată o cantitate vizibilă de clorură de berkeliu (BkCl3), cu masa de 3 miliardimi de gram. Aceasta a fost prima dată când s-a putut produce un compus de berkeliu, pur.

### Oxizi
Sunt cunoscuți doi oxizi de berkeliu, în care starea de oxidare a actinidului este +3 (Bk2O3) și +4 (BkO2). Oxidul de berkeliu (IV) este un compus solid, de culoare brună, ce cristalizează în sistemul de cristalizare cubic. Oxidul de berkeliu (III) este format din reducerea BkO2 cu hidrogen molecular, după reacția:
{\displaystyle \mathrm {2\ BkO_{2}\ +\ H_{2}\ \longrightarrow \ Bk_{2}O_{3}\ +\ H_{2}O} }
Acesta este un compus solid, galben cu tente verzui, cu un punct de topire de 1920 °C  și cu cristalele sub formă cubică cu fețe centrate. Încălzit la 1200 °C, Bk2O3 cubic își schimbă forma cristalină în monoclinică, care se reschimbă în hexagonală la 1750 °C; aceste tranziții sunt reversibile. Astfel de schimbări de compoziție sunt tipice pentru hexaoxizii actinidelor. Oxidul de berkeliu (II), BkO, a fost raportat ca un solid sfărâmicios de culoare gri ce formează cristale cubice cu fețe centrate. Însă, pentru acest compus, savanții rămân incerți cu privire la compoziția chimică a acestuia. 

### Compuși halogenați
În compușii halogenați, berkeliul poate avea starea de oxidare +3 sau +4.  Starea +3 este cea mai stabilă, în special în soluții, deși halogenurile tetravalente (ca BkF4 și Cs2BkCl6)  sunt cunoscute doar în formă solidă.  Coordinarea atomilor de berkeliu în fluorura și în clorura sa trivalentă se face în forma trigonală prismatică, cu numărul de coordinare 9. În bromurile trivalente, forma cristalină este trigonală prismatică, cu numărul de coordinare 8, sau octaedrică, cu numărul 6 , iar în iodură forma cristalină este octaedrală. 
| Numărul de oxidare | F              | Cl                       | Br                     | I              |
| ------------------ | -------------- | ------------------------ | ---------------------- | -------------- |
| +4                 | BkF4 (galbenă) | Cs2BkCl6 (portocalie)    |                        |                |
| +3                 | BkF3 (galbenă) | BkCl3 (verde) Cs2NaBkCl6 | BkBr3 (galben-verzuie) | BkI3 (galbenă) |

Fluorura de berkeliu (IV) (BkF4)  este un solid ionic galben-verzui ce cristalizează în sistemul de cristalizare monoclinic, și este izotopică cu tetrafluorura de uraniu și cu fluorura de zirconiu. 
Fluorura de berkeliu (III)  (BkF3)este, de asemenea, un solid galben-verzui, dar care n-are structură cristalină. Cea mai stabilă fază la temperaturi mici are cristale ortorombice, substanța fiind izotopică cu fluorura de ytriu. Încălzită între 350 și 600 °C, aceasta își transformă cristalele în trigonale. 
Cantități vizibile de clorură de berkeliu (III) (BkCl3) au fost cercetate și apoi caracterizate în anul 1962. Cântărirea acestora a indicat o greutate de 3 milionimi de gram. Acest compus poate fi preparat prin introducerea vaporilor de acid clorhidric într-un tub de curaț evacuat cu conținut de oxid de berkeliu și supus unei temperaturi de aproximativ 500 °C. Acest solid verde are un punct de topire de 600 °C,  și cristalizează hexagonal, fiind astfel izotipic cu clorura de uraniu (III). Când este încălzită aproape până la temperatura de topire, BkCl3 convertește în sistemul de cristalizare ortorombic. 
Sunt cunoscute două forme de bromură de berkeliu cu valență 3: una monoclinică, în care numărul de coordinare este 6, și una ortorombică, cu numărul de coordinare 8.  Cea din urmă este mai puțin stabilă, transformându-se în faza terminală în timpul încălzirii la 350 °C. Un fenomen important al solizilor radioactivi a fost studiat în aceste două forme cristaline: structura unor probe de 249BkBr3 a fost probată cu ajutorul difracției cu raze X pentru o perioadă mai mare de trei ani, deci o mare parte din compus a convertit deja în californium-249. Nu a fost observată nicio schimbare în structură în timpul transformării 249BkBr3 în 249CfBr3, chiar dacă forma ortorombică a bromurii de californiu a fost necunoscută înainte de experiment. Totuși, alte diferențe au fost observate la 249BkBr3 și la 249CfBr3. De exemplu, compusul din urmă poate fi redus prin cu hidrogen până la 249CfBr2, dar primul nu poate. Acest rezultat a fost reprodus pe mostre individuale de 249BkBr3 și de 249CfBr3, precum și pe probe cu bromurile amestecate ale celor două elemente. Inter-formarea californiului în berkeliu are loc la o rată de 0,22% pe zi, constituind un obstacol intrinsec în studierea proprietăților berkeliului. Totuși, efectul chimic al californiului poate fi evitat, astfel măsurătorile trebuie făcute luând în considerare și timpul trecut. 

### Alți compuși anorganici
Mai sunt cunoscuți câțiva compușii ai berkeliului-249 cu azotul, fosforul, arsenul și stibiul. Aceștia cristalizează cubic și pot fi preparați prin reacția hidrurii de berkeliu (III) (BkH3) sau a berkeliului metalic cu aceste elemente chimice la temperaturi ridicate (de aproximativ 600 °C) sub vid. 
Sulfura de berkeliu (2S3) poate fi preparată prin tratarea oxidului de berkeliu cu un amestec de vapori de acid sulfhidric și sulfură de carbon la o temperatură de 1130 °C, sau prin reacția directă dintre berkeliul metalic cu sulful elementar. Acest compus are culoarea neagră-albăstrie și cristalizează în sistemul de cristalizare cubic. 
Hidroxizii de berkeliu cu valență trei și patru sunt stabili în soluții de hidroxid de sodiu . Fosfatul de berkeliu (III) (BkPO4) este un compus solid ce prezintă fenomenul de fluorescență de culoare verde.  Hidrurile de berkeliu sunt produse prin reacția metalului cu hidrogen gazos la o temperatură de aproximativ250 °C. Acestea nu sunt stoichiometrice cu formula nominală BkH2+x (0 < x < 1). Din punct de vedere cristalin, trihidrura de berkeliu are cristale hexagonale, iar bihidrura are cristale cubice.  Alte câteva săruri de berkeliu sunt cunoscute, printre care se numără și oxisulfura de berkeliu (Bk2O2S) și azotatul hidratat (Bk(NO
3)
3•4H
2O), clorura (BkCl
3•6H
2O), sulfatul (Bk
2(SO
4)
3•12H
2O) și oxalatul de berkeliu (Bk
2(C
2O
4)
3•4H
2O).  Descompunerea termică la  600 °C a Bk
2(SO
4)
3•12H
2O într-o atmosferă de argon (ce ajută la evitarea oxidării la BkO
2)  produce cristalele ortorombice cu fețe centrate ale oxisulfatului de berkeliu cu valență trei (Bk
2O
2SO
4). Acest compus este stabil termic la cel puțin 1000 °C întro atmosferă neutră. 

## Răspândire
Cel mai ’’longeviv’’ izotop al berkeliului este 247Bk și are un timp de înjumătățire de 1380 de ani. Prin urmare, toate nucleele primordiale ale berkeliului, prezente în scoarța Pământului încă din timpul formării sale, ar fi trebuit să fie dezintegrate deja. Pe Pământ, berkeliul este concentrat în anumite zone în care au fost făcute teste atmosferice ale armelor nucleare, ce au fost desfășurate între anii 1945 și 1980, precum și în locurile unde au avut loc incidente nucleare, ca de exemplu în locul în care a avut loc dezastrul de la Cernobîl. Analiza testelor făcute în 1952 asupra resturilor provenite de la prima bombă cu hidrogen din Statele Unite ale Americii , a dezvăluit existența a multor actinide în compoziția acesteia, printre care s-a aflat și berkeliul. Din motive militare, rezultatele testelor au fost publicate abia în anul 1956. Reactorii nucleari produc, alături de alți izotopi, și berkeliu-249. În timpul depozitării și după ce combustibilul este depozitat, majoritatea izotopilor se dezintegrează în californiu-249. Cel din urmă are un timp de înjumătățire de 351 de ani, și este, prin urmare, evitat și nedorit în produsul final. Câțiva atomi de berkeliu pot fi produși prin intermediul reacțiilor de captură nucleară și de dezintegrare cu particule alfa în depozitele de uraniu, astfel, berkeliul poate fi considerat cel mai rar element din natură.

### Forme alotropice
În condiții ambientale, berkeliul își asumă cea mai stabilă formă în sistemul de cristalizare hexagonal, grupul spațial P63/mmc, parametrii structurii fiind de 341 pm și 1107 pm. Cristalele de berkeliu au o structură dublă alcătuită

## Producere

### Preparare în laborator
Cei mai dificili pași din procesul de sinteză al berkeliului au fost separarea de produsul final și producția în cantități suficiente a americiului pentru materialul-obiectiv. În prima fază,o soluție de azotat de americiu (241Am) era acoperită cu o folie de platină, iar soluția era supusă evaporării. Reziduul obținut era supus unei recoaceri, în urma căruia rezulta  dioxid de americiu (AmO2). Acest produs era iradiat cu particule alfa 35 MeV timp de 6 ore,  în ciclotronul de 60 de inch de la Lawrence Radiation Laboratory, University of California, Berkeley . Reacția (α,2n) indusă prin iradiere a generat izotopul 243Bk și alți doi neutroni liberi:
{\displaystyle \mathrm {^{241}_{\ 95}Am\ +\ _{2}^{4}He\ \longrightarrow \ _{\ 97}^{243}Bk\ +\ 2\ _{0}^{1}n} }
După iradiere, stratul solid a fost dizolvat în acid azotic și, în combinație cu o soluție concentrată de amoniac , a precipitat sub formă de hidroxid. Produsul a fost centrifugat și redizolvat în acid azotic. Pentru a separa berkeliul sintetizat de americiul nereacționat, soluției finale i-au fost adăugate o mixtură de amoniu și sulfat de amoniu și a fost încălzită pentru a converti tot americiul în starea de oxidare +6. Restul de americiu neoxidat a fost precipitat în fluorură de americiu (III) (AmF3) prin adiția unei mici cantități de acid fluorhidric. În urma acestui pas a fost obținut un amestec de curiu și elementul 97 (berkeliu) în formă de trifluoruri. Substanțele din amestec au devenit hidroxizi prin adăugarea unei cantități de hidroxid de potasiu și, după o nouă centrifugare, amestecul a fost dizolvat în acid percloric.

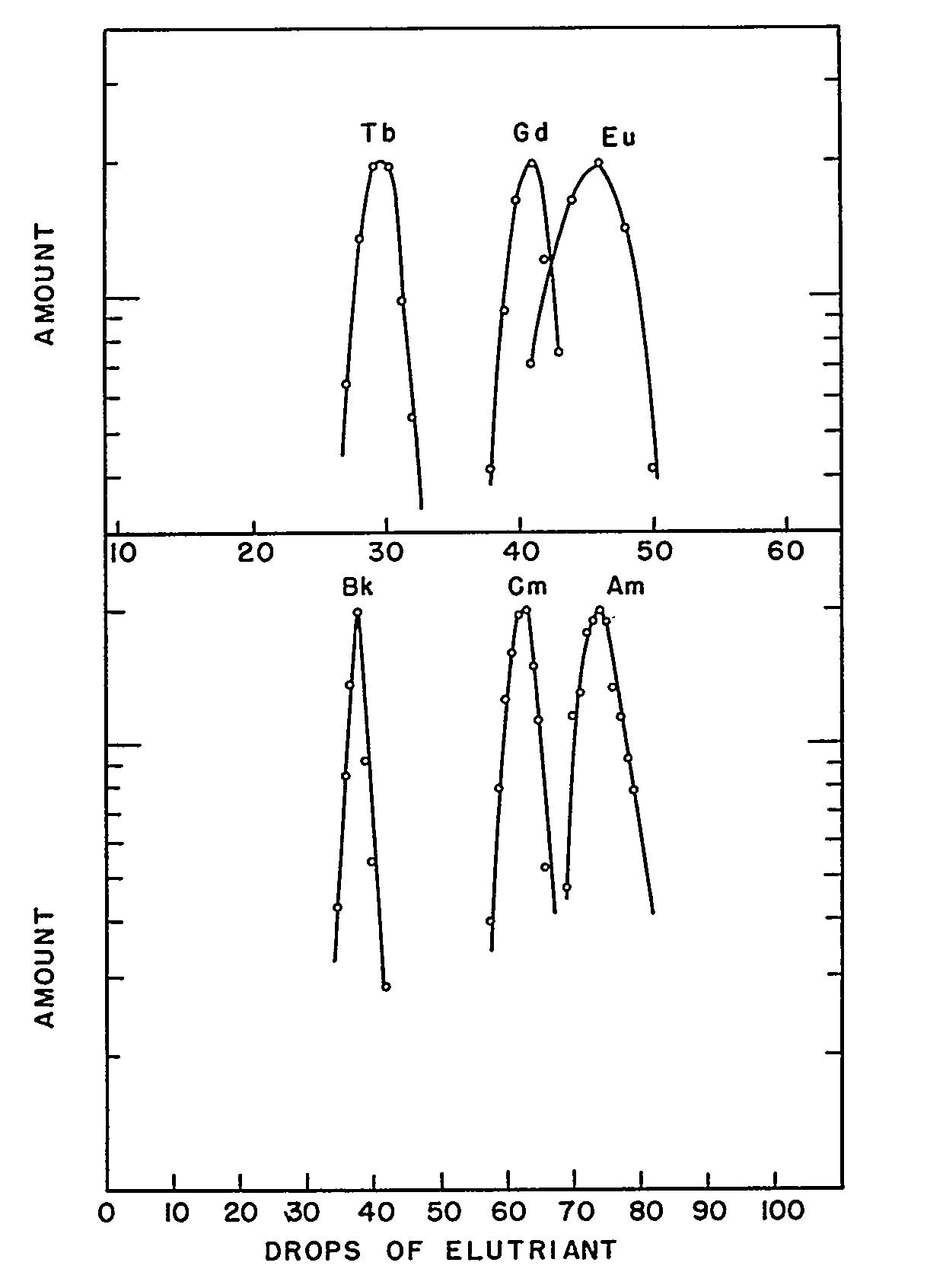
Curbele eluției cromatografice dezvăluind similaritatea dintre terbiu, gadoliniu și europiu și analogii lor berkeliu, curiu și americiu.

Separarea ulterioară a fost efectuată ori în prezența acidului citric, ori în prezența unei soluții-tampon de amoniu, într-un acid slab (cu pH în jur de 3,5), utilizându-se schimbul de ioni la temperaturi ridicate. Comportamentul separației cromatografice a berkeliului era necunoscută atunci, dar acesta a fost anticipat , luându-se ca reper prin analogie terbiul (vezi curbele eluțiilor din imagine). Primele rezultate au fost complet dezamăgitoare, deoarece savanții nu au putut găsi nicio urmă de emisii alfa în produsul eluției. Doar cercetările făcute asupra caracteristicilor razelor X și a semnalelor conversiei interne s-a pledat cu descoperirea unui izotop al berkeliului. Numărul de masă al izotopului putea fi 243 sau 244, dar nimic nu era cert; însă, mai târziu, savanții au descoperit că numărul real era 243.

## Utilizare

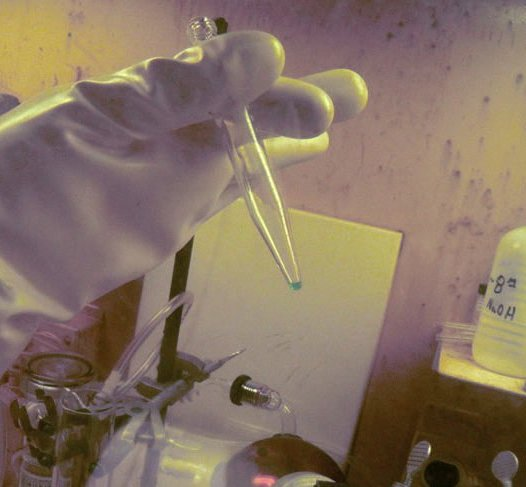
Cantitatea de berkeliu folosită pentru sintetizarea ununseptiului (în stare dizolvată)

Nu s-au descoperit încă utilizări pentru niciun izotop al berkeliului, scoțând din discuție utilizările în cercetările științifice. Berkeliu-249 este un izotop-țintă pentru preparare elementelor transuraniene și a transactinidelor mai grele, ca de exemplu lawrențiul, rutherfordiul și bohriul. Berkeliul mai este folositor, de asemenea, ca sursă de izotopi pentru californiu-249, care este folosit încă în studierea proprietăților chimice a californiului.
Un lot de 22 miligrame de berkeliu-249 a fost preparat în urma unei iradieri ce a durat 250 de zile și apoi purificat timp de 90 de zile la Oak Ridge în 2009. Această operațiune a fost urmată de bucuroasa obținere a primilor 6 atomi de ununseptiu la Institutul Unificat de Cercetări Nucleare din Dubna, Rusia, după ce acesta a fost bombardat cu ioni de calciu în ciclotron pentru 150 de zile. Această operațiune de sinteză a fost un punct culminant al colaborării dintre Rusia (JINR) și Laboratorul Național Lawrence Livermore.

## Măsuri de protecție chimică
Sunt cunoscute foarte puține despre efectele berkeliului asupra corpului uman, iar analogia cu alte elemente nu poate fi făcută datorită produșilor diferiți de radiație ce au loc. Energia mică emisă de electronii izotopului berkeliu-249 (mai puțin de 126 keV) împiedică detecția lor, datorită interferenței de semnal cu alte procese de dezintegrare. Însă, această caracteristică face izotopul relativ inofensiv pentru om comparat cu alți izotopi ai actinidelor. Totuși, berkeliu-249 (cu un timp de înjumătățire de doar 330 de zile) se trasformă în izotopul californiu-249, care este un foarte puternic emițător de radiații alfa și este mai degrabă periculos și trebuie manipulat numai într-un laborator supra-dotat.
Multe date referitoare la toxicitatea berkeliului provin din cercetările făcute pe animale. De exemplu, la ingestia șobolanilor, numai 0,01 % din cantitatea de berkeliu introdusă a ajuns în fluxul sanguin, iar de acolo, 65 % va merge către oase (unde va rămâne pentru 50 ani), 25 % către plămâni (unde va rămâne pentru aproximativ 20 de ani), 0,035 % către testicule și 0,01 % către ovare (unde va rămâne pentru totdeauna), Restul de 10 % este eliminat prin excreție. În toate aceste organe, berkeliul poate promova cancerul, iar, ajuns în sistemul osos, poate provoca deteriorarea globulelor roșii. Cea mai permisibilă doză de berkeliu-249 în scheletul uman este de 0.4 nanograme.